# Cathédrale de l'Annonciation d'Athènes
Cette  cathédrale n’est pas la seule cathédrale de l'Annonciation.
La cathédrale métropolitaine d’Athènes ou cathédrale de l’Annonciation (grec moderne : Καθεδρικός Ναός Ευαγγελισμού της Θεοτόκου) est l’église orthodoxe cathédrale de l’archevêque d’Athènes et primat de toute la Grèce.

## Histoire
La construction de la cathédrale commence le 25 décembre 1842 et ce sont le roi Othon Ier et la reine Amélie de Grèce qui en posent la première pierre.
Lors des travaux, on utilise le marbre de soixante-douze églises démolies pour édifier les murs immenses du bâtiment. Trois architectes et vingt années sont nécessaires pour l’achever. Enfin, le 21 mai 1862, la cathédrale est dédiée à l’Annonciation par le roi Othon et son épouse.
En 1999, la cathédrale est endommagée par un tremblement de terre et une opération de restauration doit être menée. Début 2009, l’archevêque Hiéronyme II d'Athènes annonce officiellement que le bâtiment sera fermé durant un an dans le but d’y réaliser des travaux.

## Architecture
La cathédrale d’Athènes est une basilique à trois bas-côtés surmontée d’un dôme. Elle mesure 40 mètres de longueur, 20 de largeur et 24 de hauteur.

## Reliques
La cathédrale d’Athènes abrite les reliques de deux saints tués durant l’occupation ottomane :
- Sainte Philothée d'Athènes (1528-1589). Honorée pour avoir racheté des jeunes chrétiennes mises en esclavage dans des harems turcs, elle fut martyrisée par les Ottomans.
- Le patriarche Grégoire V de Constantinople (1746-1821), pendu sur ordre du sultan Mahmoud II en représailles contre le soulèvement des Grecs.

## Place de la cathédrale
La place de la cathédrale abrite deux statues. La première est dédiée à l’empereur byzantin Constantin XI, ethnomartyr de l’Église orthodoxe grecque, mort lors de la prise de Constantinople par les Ottomans. La seconde statue est celle de l’archevêque Damaskinos d'Athènes, régent durant l’exil du roi Georges II de Grèce et Premier ministre en 1946.

## Galerie

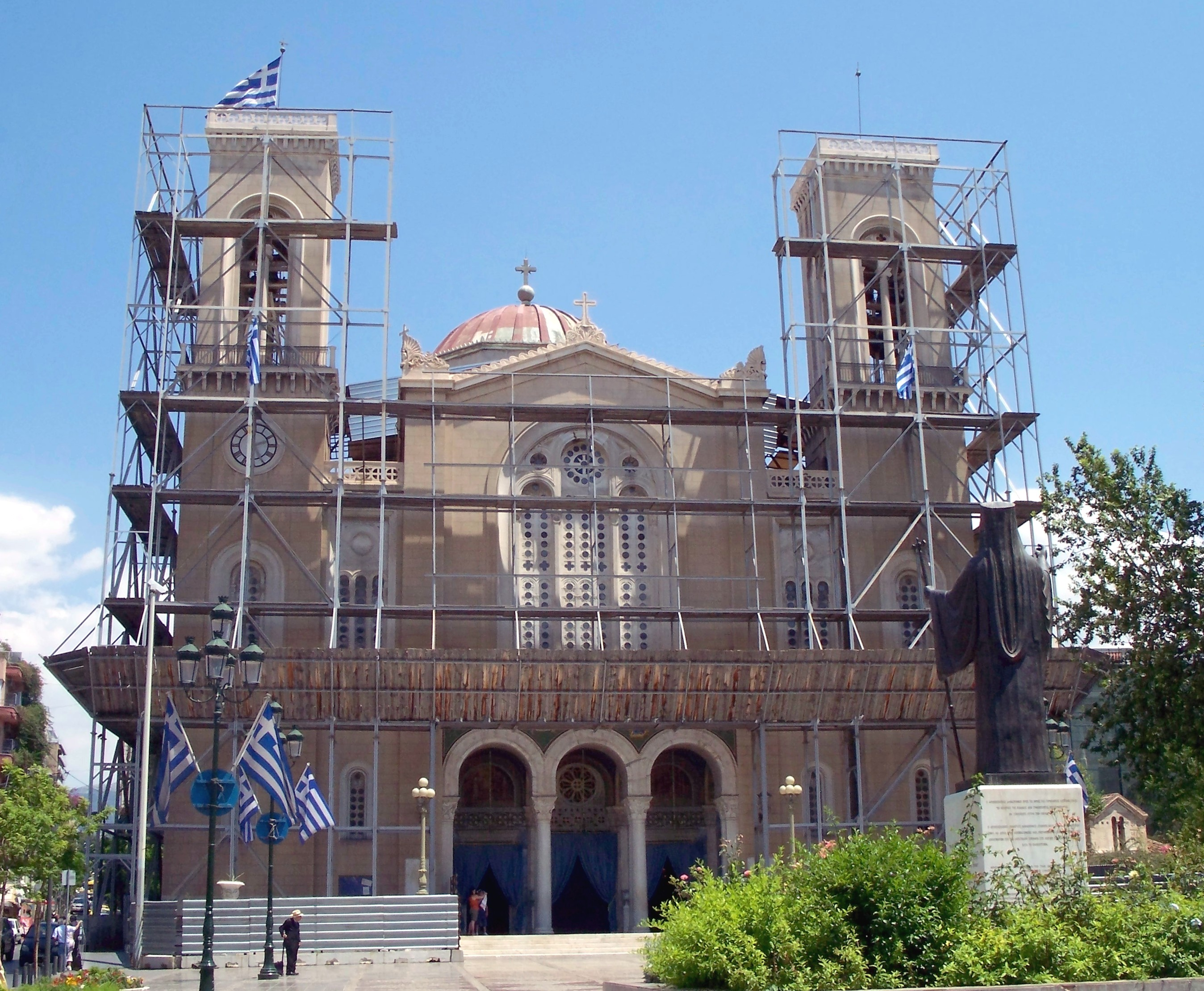
Façade de la cathédrale lors de la période de rénovation
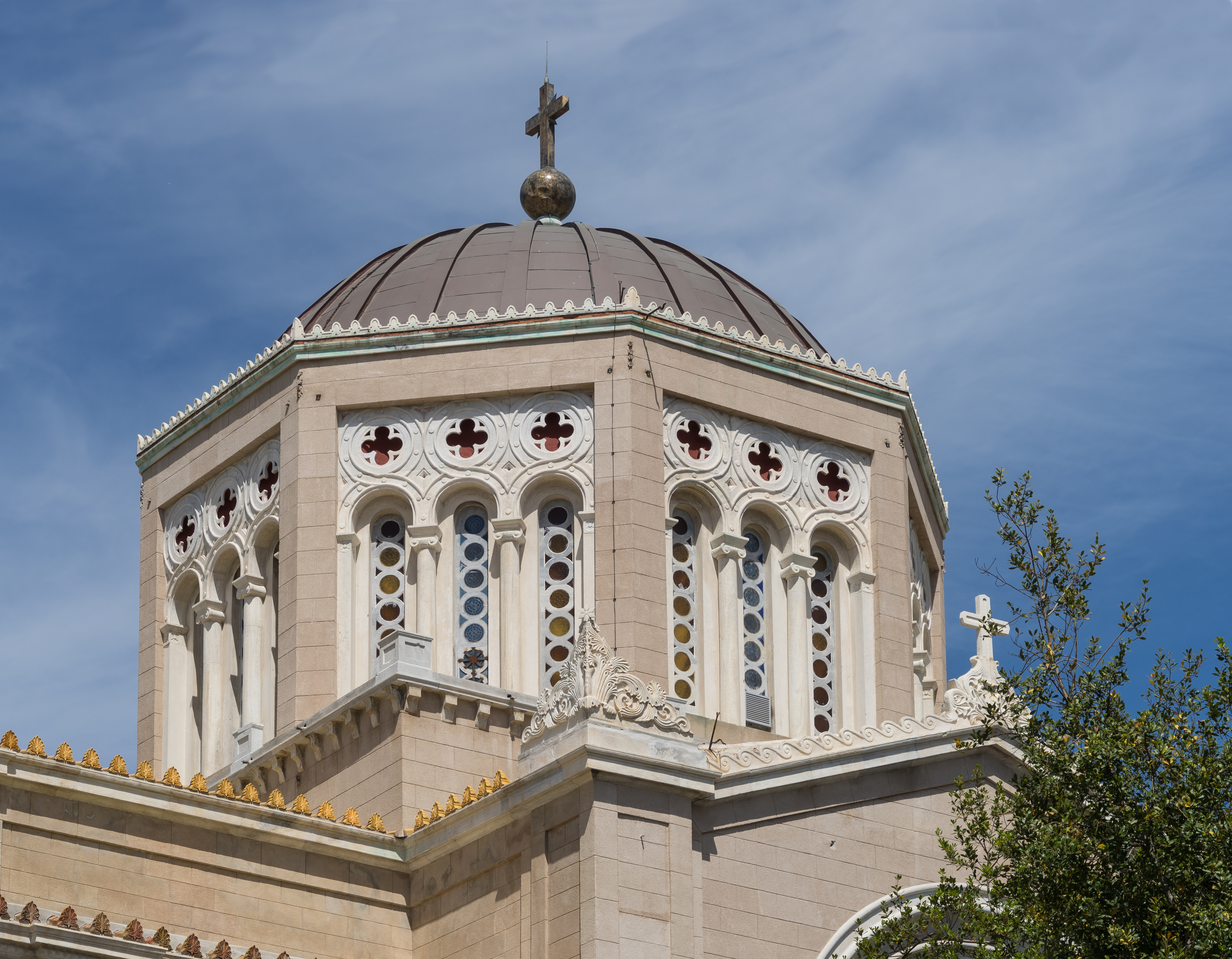
Le dôme de la cathédrale après restauration
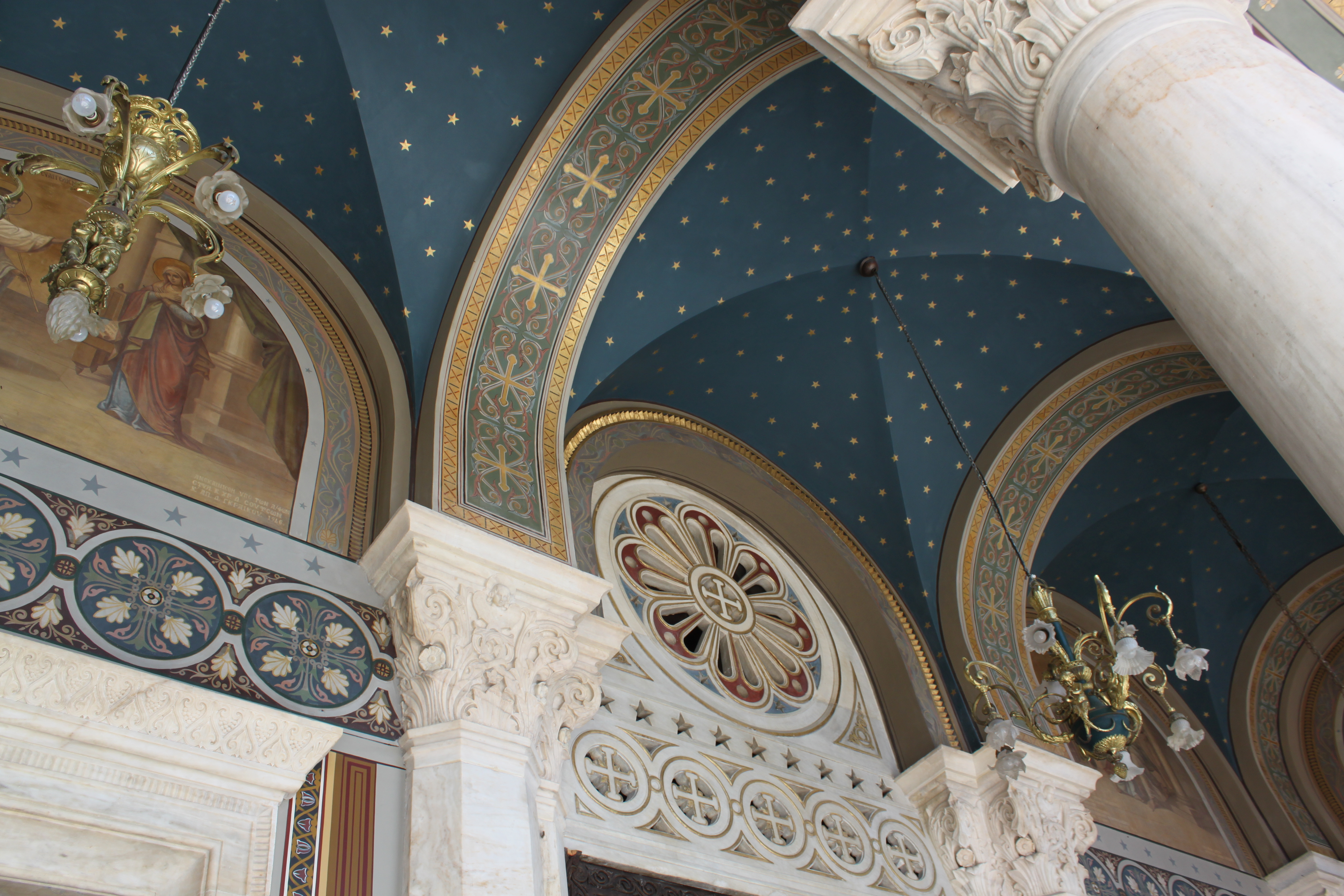
Voûte étoilée du porche de la cathédrale après restauration
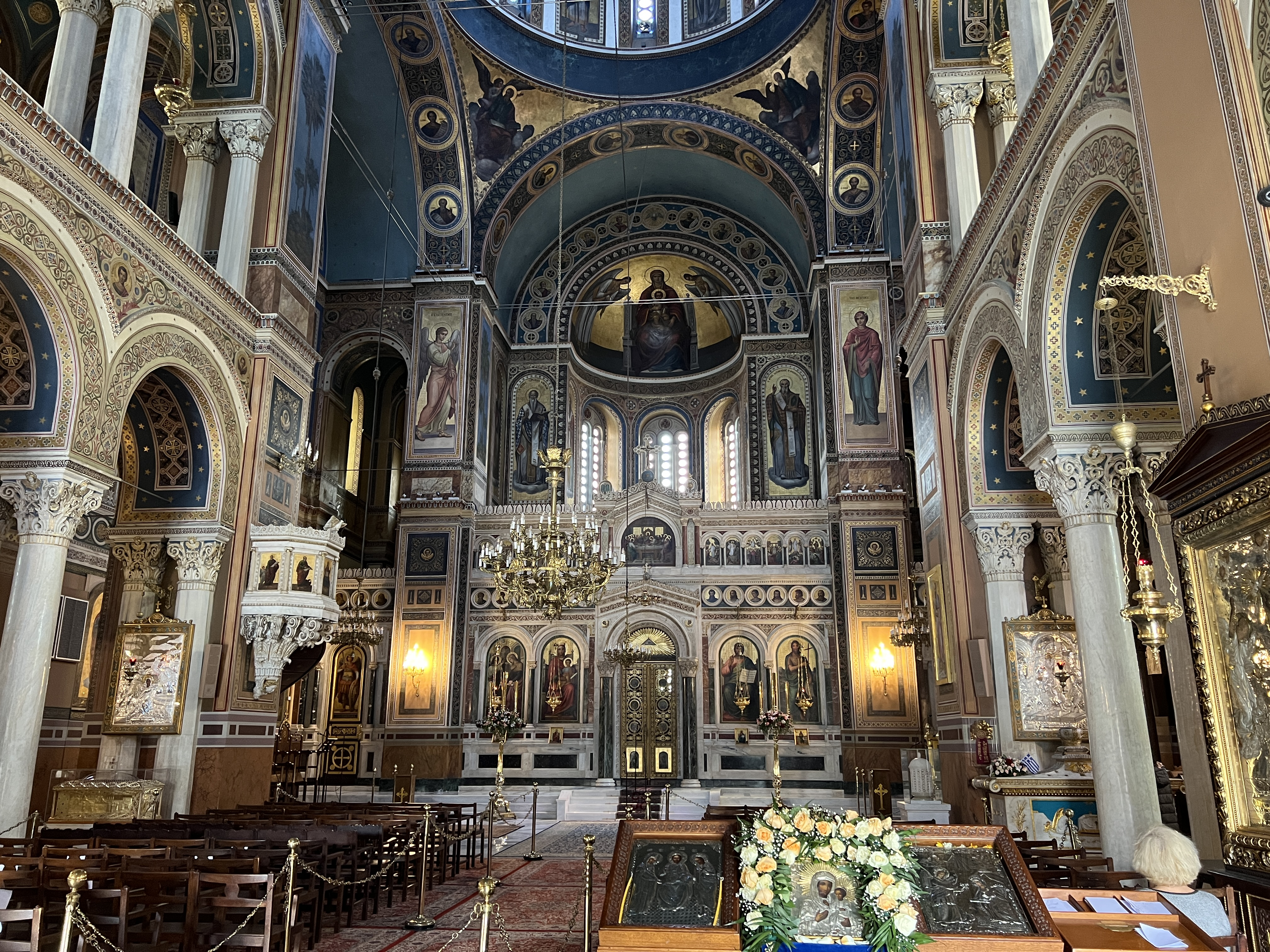
Intérieur de la cathédrale